# بين كاميرون
بين كاميرون (21 فبراير 1981 في أستراليا - ) (بالإنجليزية: Ben Cameron)‏ هو لاعب كريكت أسترالي. لعب مع فريق جنوب أستراليا للكريكت ‏.

## وصلات خارجية
- بين كاميرون على موقع إي آس بي آن كريك إنفو (الإنجليزية)